# Straßenlauf-Länderkampf der Frauen 1989 Schweiz – BR Deutschland – Frankreich – Niederlande
| 12. Leichtathletik-Länderkampf mit bundesdeutscher Beteiligung 1989                 | 12. Leichtathletik-Länderkampf mit bundesdeutscher Beteiligung 1989 |
| ----------------------------------------------------------------------------------- | ------------------------------------------------------------------- |
|                                                                                     |                                                                     |
| Straßenlaufvergleich der Frauen Schweiz – BR Deutschland – Frankreich – Niederlande |                                                                     |
| Austragungsort                                                                      | Grenchen                                                            |
| Wettbewerbe                                                                         | 1                                                                   |
| Datum                                                                               | 9. September                                                        |
| 1. FRG 2. FRA 3. NLD 4. SUI                                                         | 2:36:19 h 2:36:36 h 2:37:16 h 2:38:39 h                             |
| Chronik                                                                             |                                                                     |
| ← SUI-FRG-FRA-NLD 00Str'lauf (M)                                                    | erster LK 199000 GBR-FRG-ITA-HUN00 Werfer (M) →                     |

Der zwölfte und letzte Vergleich des Länderkampfjahres 1989 blieb diesmal den Straßenläuferinnen vorbehalten, die parallel zu ihren männlichen Kollegen am 9. September in Grenchen im Kanton Solothurn ebenfalls gegen die Schweiz, Frankreich und die Niederlande antraten. Die Begegnung wurde nun zum sechsten Mal ausgetragen, vorübergehend waren auch Italien und Belgien Teilnehmerländer. Je einen Sieg hatten Italien und die Bundesrepublik Deutschland erzielt, in den letzten drei Austragungen hatte Frankreich vorne gelegen.

## Modus
Auf dem Programm stand ein Rennen über 15 Kilometer. Je Land konnten sechs Läuferinnen antreten, von denen die drei Besten über die Addition ihrer Zeiten gewertet wurden.
Leider finden sich keine Angaben über die komplette Ergebnisliste. Aufgeführt sind die Läuferinnen auf den Plätzen eins bis elf sowie die weiteren bundesdeutschen Sportlerinnen.

## Ergebnis
In der Einzelwertung siegte eine bundesdeutsche Athletin vor einer Niederländerin, einer Schweizerin und zwei Französinnen. In der Länderkampfwertung setzten sich die bundesdeutschen Läuferinnen in 2:36:19 h zum zweiten Mal in dieser Laufserie durch. Mit siebzehn Sekunden Vorsprung verwiesen sie die zuletzt siegreichen Französinnen auf den zweiten Platz. Weitere vierzig Sekunden dahinter wurden die Niederländerinnen Dritte. Die Vertreterinnen aus der Schweiz belegten eine weitere gute Minute zurück den vierten Platz.

## Resultat

### 15-km-Straßenlauf
| Platz | Athletin            | Land | Zeit (min) |
| ----- | ------------------- | ---- | ---------- |
| 01    | Iris Biba           | FRG  | 50:29      |
| 02    | Carla Beurskens     | NLD  | 50:59      |
| 03    | Martine Bauchonneau | SUI  | 51:38      |
| 04    | Maria Lelut         | FRA  | 51:53      |
| 05    | Marie-Helene Ohier  | FRA  | 51:39      |
| 06    | Isabelle Moretti    | SUI  | 52:09      |
| 07    | Jolanda Homminga    | NLD  | 52:37      |
| 08    | Jocelyne Villeton   | FRA  | 52:43      |
| 09    | Christina Mai       | FRG  | 52:50      |
| 10    | Petra Liebertz      | FRG  | 53:00      |
| 11    | Tanja Kalinowski    | FRG  | 53:27      |
| 000…  |                     |      |            |
| 14    | Charlotte Teske     | FRG  | 53:48      |
| 15    | Kerstin Streck      | FRG  | 53:54      |